# Els amors de Carmen
Els amors de Carmen (títol original en anglès: The Loves of Carmen) és una pel·lícula estatunidenca dirigida per Charles Vidor, estrenada el 1948. Ha estat doblada al català

## Argument
A Andalusia, cap a 1820, un jove caporal dels dracs, Don José Mizarabengoa, acabat d'arribar a la guarnició de Sevilla, es fixa en una cigarrera anomenada Carmen. De natura salvatge i rebel, la jove atreu totes les mirades masculines. Endevinant l'interès que li porta Don José, decideix seduir-lo amb èxit.
Però com a conseqüència d'una baralla amb una rival, Carmen és detinguda i és portada per Don José a comissaria. Aquest ja enamorat de la noia, la deixa anar. A causa d'això, el jove oficial es troba detingut pel coronel de la guarnició al quarter d'on s'escapa un vespre per trobar Carmen. Sorprès pel coronel, igualment enamorat de Carmen, Don José el mata i ha de fugir.
Carmen el condueix a les muntanyes i el presenta als seus amics contrabandistes. Ja desertor, fa conxorxa amb els bandits i descobreix més tard que Carmen està casada amb l'un d'ells, Garcia. Ebri de gelosia, Don José l'acaba matant en el transcurs d'un duel. Però Carmen, cansada de Don José i de la seva gelosia, intenta de nou seduir un torero. Desesperat, Don José apunyalarà la cigarrera.

## Repartiment
- Rita Hayworth: Carmen
- Glenn Ford: Don José
- Ron Randell: Andrès
- Victor Jory: Garcia
- Luther Adler: Dansaire
- Arnold Moss: El coronel
- Joseph Buloff: Remendado
- Margaret Wycherly: La vella gitana
- Bernard Nedell: Pablo
- John Baragrey: Lucas

## Al voltant de la pel·lícula
- La pel·lícula inaugura el nou contracte de Rita Hayworth amb la Columbia Pictures.[3] Segons els termes del contracte, l'estrella ha de rebre un 25% dels beneficis nets sobre cada film[4] i un dret de mirar els guions[5] Crea així la seva pròpia companyia, la Beckworth Corporation Production.[4]
- La productora Rita Hayworth va treballar en família per a aquesta pel·lícula. Va contractar el seu pare, Eduardo Cansino, com a coreògraf per als balls tradicionals espanyols i com a actors el seu oncle Vernon Cansino (un soldat) i el seu germà Jose Cansino (un ballarí). El seu pare havia tingut els seus anys de glòria com a ballarí andalús[6] durant els anys bojos als Estats Units.
- S'han fet nombroses adaptacions cinematogràfiques de Carmen, entre les més famoses es poden citar: les dues versions de 1915, respectivament Carmen  de Cecil B. DeMille amb Geraldine Farrar i Carmen  de Raoul Walsh amb Theda Bara. Després, el 1916, Charles Chaplin va proposar una versió burlesca Burlesque on Carmen amb Edna Purviance. Ernst Lubitsch roda el 1918 la seva Carmen  amb Pola Negri. Walsh realitza la seva segona versió el 1927,  The Loves of Carmen  amb Dolores del Rio. Hi ha una producció francesa de 1926, Carmen  dirigida per Jacques Feyder amb Raquel Meller i per primera vegada en versió sonora el 1945, Carmen  de Christian-Jaque amb Viviane Romance. A més a més de la versió de Charles Vidor amb Rita Hayworth, hi va haver dues versions espanyoles, la primera el 1959, Carmen la de Ronda ) de Tulio Demicheli amb Sara Montiel, la segona el 1983, Carmen  de Carlos Saura amb Laura del Sol. L'any següent l'italià Francesco Rosi roda Carmen , versió de gran espectacle amb Julia Migenes i finalment el 2005 hi va haver una Carmen sud-africana Carmen de Khayelitsha  de Mark Dornford-May amb Pauline Malefane.
En les adaptacions més lliures es pot citar: la Carmen Jones  d'Otto Preminger i Prénom Carmen  de Jean-Luc Godard amb Maruschka Detmers.

## Nominacions
- 1949: Oscar a la millor fotografia per William E. Snyder